# Morpholeria marmotae
Morpholeria marmotae är en tvåvingeart som beskrevs av Gorodkov 1964. Morpholeria marmotae ingår i släktet Morpholeria och familjen myllflugor. Inga underarter finns listade i Catalogue of Life.